# Plagodis fervidaria
Plagodis fervidaria är en fjärilsart som beskrevs av Herrich-Schäffer 1858. Plagodis fervidaria ingår i släktet Plagodis och familjen mätare. Inga underarter finns listade i Catalogue of Life.